# The Acolyte
Pour les articles homonymes, voir Acolyte (homonymie).
Tales of the Empire Skeleton Crew
The Acolyte est une série télévisée américaine en prise de vues réelles issue de l'univers Star Wars, créée par Leslye Headland et diffusée du 4 juin au 16 juillet 2024 sur Disney+ en 8 épisodes.

## Synopsis
Quatre-vingt-sept ans avant les événements de Star Wars, épisode I : La Menace fantôme, à l'époque de la Haute République, plusieurs Jedi sont mystérieusement assassinés et cela pourrait bien être le signe de la résurgence du Côté obscur.

## Distribution
Sauf indication contraire, les informations mentionnées dans cette section peuvent être confirmées par la base de données cinématographiques IMDb,  présente dans la section « Liens externes ».

### Acteurs principaux
- Amandla Stenberg (VF : Mélissa Berard) : Verosha « Osha » et Mae-ho « Mae » Aniseya
- Lee Jung-jae (VF : Swan Demarsan) : Sol
- Charlie Barnett (VF : Grégory Lerigab) : Yord Fandar
- Dafne Keen (VF : Kaycie Chase) : Jecki Lon
- Rebecca Henderson (VF : Flora Brunier) : Vernestra Rwoh
- Jodie Turner-Smith (VF : Fily Keita) : Mère Aniseya
- Carrie-Anne Moss (VF : Danièle Douet) : Indara
- Manny Jacinto (VF : Antoine Schoumsky) : Qimir / le seigneur Sith
- Dean-Charles Chapman (VF : Julien Allouf) : Torbin
- Joonas Suotamo : Kelnacca

### Invités
- Thara Schöön : Tasi Lowa, la Padawan de Yord Fandar
- Margarita Levieva (VF : Gaëlle Savary) : Mère Koril
- Abigail Thorn (VF : Ludivine Galieri) : Mère Eurus
- Amy Tsang : Mère Rane
- Anthony J. Abraham (VF : Jhos Lican) : Fillik
- Leah Brady (VF : Lévanah Solomon) : Mae enfant
- Lauren Brady (VF : Lévanah Solomon) : Osha enfant[2]
- Derek Arnold : Ki-Adi-Mundi
- Hassan Taj : Bazil, le traqueur Tynnan
- Harry Trevaldwyn (en) (VF : Alexis Tomassian) : Mog Adana, le Padawan qui assiste Vernestra Rwoh
- David Harewood (VF : Paul Borne) : Sénateur Rayencourt
- Tom Wilton : Chancelier Drellik
- Ross Carter : Maître Jes-Min

## Production

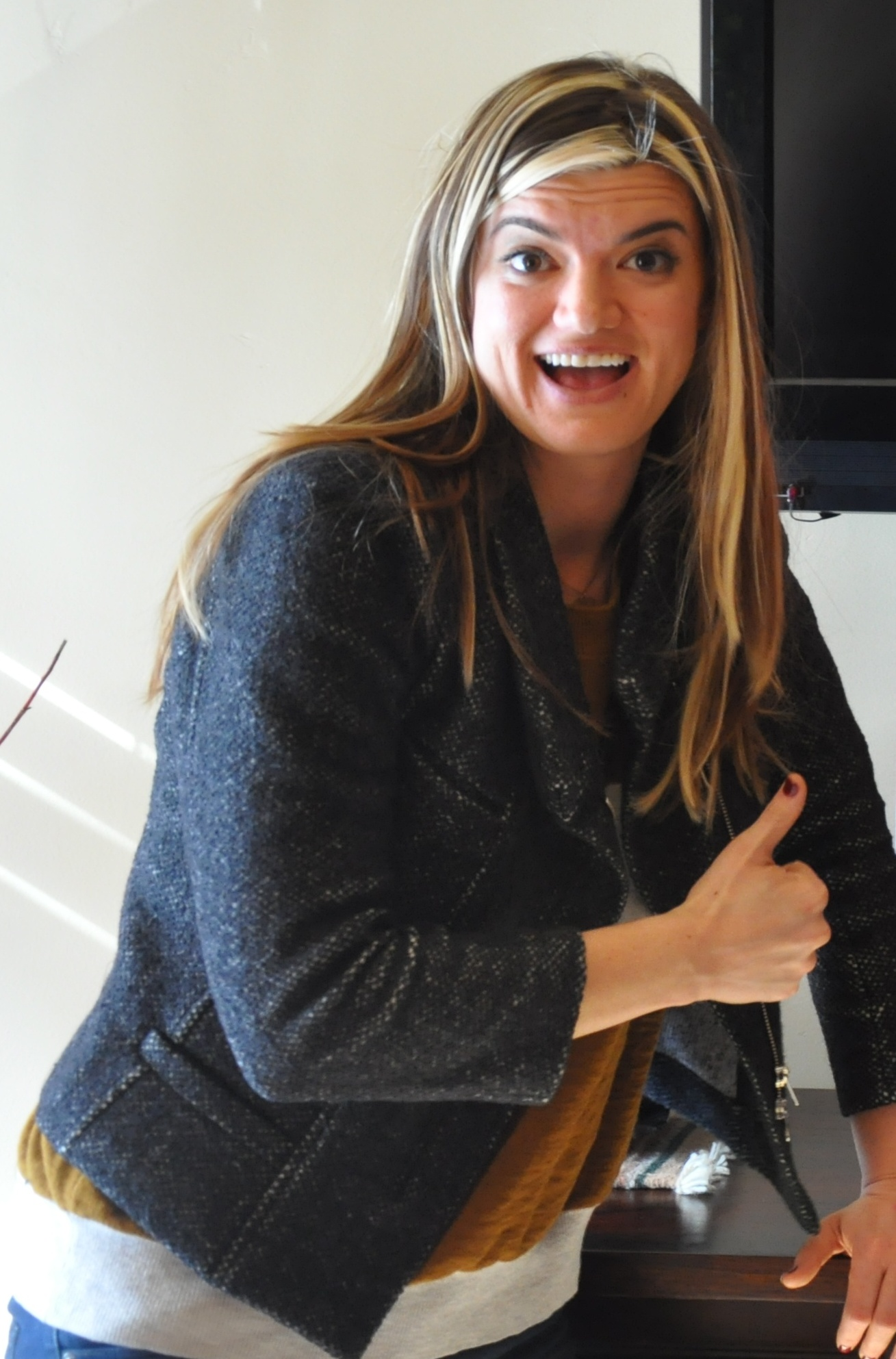
Leslye Headland, scénariste et productrice exécutive.

### Développement
Le 22 avril 2020, le magazine Variety révèle qu'une nouvelle série Star Wars à venir est en cours de développement par la réalisatrice américaine Leslye Headland. D'après le média, la série serait centrée sur des femmes et prendrait place à une période encore jamais explorée dans la saga.
Le 4 mai 2020, le jour de la fête de Star Wars, la série est annoncée par Lucasfilm sur le site officiel StarWars.com comme étant produite par Leslye Headland pour Disney+. Aucun titre ni visuel n'est encore montré.
En août 2024, il est annoncé que la saison 2 de The Acolyte est annulée, bien que l'écriture de celle-ci avait commencé,.

### Tournage
Le tournage en décor naturel s'est tenu sur l'île de Madère en mars 2023 et au Pays de Galles en avril 2023.

### Promotion
Le 10 décembre 2020, le titre, le logo et un bref synopsis de la série sont officiellement dévoilés. Aucune date n'est annoncée.
Le casting est officialisé le 7 novembre 2022, ainsi que la confirmation que les prises de vues ont débuté.
Le 7 avril 2023, durant la Star Wars Celebration 2023, la série est confirmée pour l'année 2024. À l'occasion, un nouveau logo est dévoilé pour la série.
Le 18 mars 2024, une affiche est dévoilée et une première bande-annonce est publiée le lendemain soir. Une nouvelle bande annonce a été diffusée le 4 mai 2024, à l'occasion de la Journée Star Wars.

### Fiche technique
Sauf indication contraire, les informations mentionnées dans cette section peuvent être confirmées par la base de données cinématographiques IMDb,  présente dans la section « Liens externes ».
- Titre original : The Acolyte
- Création : Leslye Headland
- Réalisation : Leslye Headland, Hanelle Culpapper (en), Alex Garcia Lopez et Kogonada
- Scénario : Leslye Headland, Charmaine DeGrate, Jason Micallef, Kor Adana, Jasmyne Flournoy, Jocelyn Bioh, Claire Kiechel, Jen Richards, Eileen Shim et Cameron Squires
- Musique : Michael Abels
- Direction artistique :
- Décors : Rob Cameron
- Costumes : Jennifer L. Bryan
- Photographie : Chris Teague et James Friend
- Son : Jessey Drake et Kelly Stewart
- Montage : Miikka Leskinen
- Casting : Carmen Cuba
- Production :
  - Production exécutive : Simon Emanuel, Kathleen Kennedy, Jeff King et Jason Micallef
- Sociétés de production : Lucasfilm et The Walt Disney Company
- Pays de production :  États-Unis
- Langue originale : anglais
- Genre : science-fiction, thriller

### Diffusion internationale
La série est diffusée à l'international en simultané sur Disney+ à partir du 4 juin 2024.

## Épisodes
1. Perdu / Trouvé (Lost / Found)
2. Vengeance / Justice (Revenge / Justice)
3. Destin (Destiny)
4. Jour (Day)
5. Nuit (Night)
6. Enseigner / Corrompre (Teach / Corrupt)
7. Choix (Choice)
8. L'Acolyte (The Acolyte)

## Accueil

### Audiences
Le premier épisode est visionné 4,8 millions de fois durant les vingt-quatre heures suivant sa sortie et atteint 11,1 millions de visionnage durant les cinq premiers jours. Cela en fait le meilleur démarrage d'une série télévisée sur le service de vidéo à la demande Disney+ en 2024. Le record du meilleur démarrage d'une série Star Wars est détenu par Ahsoka avec plus de 14 millions de visionnage durant les cinq premiers jours,.

### Accueil critique
Sur Rotten Tomatoes, la série détient une note d'approbation de 80 % au niveau des critiques presse avec une note moyenne de 6,8/10 basée sur 100 avis. Le consensus du site se lit comme suit : « Une prise de risque qui propose de la nouveauté à l'univers de Star Wars en jouant avec les attributs stylistiques d'une galaxie lointaine, très lointaine, The Acolyte est une série padawan avec le potentiel de devenir maître. »,. La note d'approbation des téléspectateurs est quant à elle de 17%. Sur Metacritic, la série a un score moyen pondéré de 67 sur 100 basé sur les critiques de 32 critiques, indiquant des « critiques généralement favorables » et un score moyen pondéré de 3.9 sur 10 basé sur les critiques de 1.875 utilisateurs. Sur Allociné, le public donne une note moyenne de 2,2/5 basée sur 924 avis, et la presse une note moyenne de 3,3/5 basée sur 15 titres de presse.